# Зелёный Яр (Киевская область)
Зелёный Яр (укр. Зелений Яр, до 2016 г. — Жовтневое) — село, входит в Обуховский район Киевской области Украины.
Население по переписи 2001 года составляло 509 человек. Почтовый индекс — 09262. Телефонный код — 4573. Занимает площадь 3,758 км². Код КОАТУУ — 3222283601.

## История
- 2016 — Верховная Рада переименовала село Жовтневое в село Зелёный Яр[2].

## Местный совет
09262, Київська обл., Кагарлицький р-н, с. Зелений Яр, вул. Центральна